# Jean-Florian Collin
Jean-Florian Frans Herman Collin (Brussel, 28 augustus 1904 - Plan-de-la-Tour, Frankrijk, 7 september 1985) was een Belgisch architect, vastgoedpromotor en senator. 

## Levensloop
Collin werd geboren als natuurlijk kind in het centrum van Brussel op enkele meter van Manneken Pis. Hij studeerde aan de genieschool in Antwerpen.
Hij vestigde zich als architect in Brussel. Hij nam in de jaren dertig en veertig deel aan de golf van modernistische en art-decoarchitectuur.
Tijdens de Tweede Wereldoorlog werd hij actief in het Verzet in de Périgord en de streek van Bordeaux. In de jaren vijftig tot zeventig werd hij vooral projectontwikkelaar en bouwde een aanzienlijk aantal appartementsgebouwen en winkelgalerijen waaronder de Brusselse Centrumgalerij in 1951.
Begin jaren zeventig werd hij erkend als de belangrijkste vastgoedbouwer en werd voorzitter van de Europese Unie van projectontwikkeling en woningbouw. Maar rond dezelfde tijd, geconfronteerd met stijgende bouwkosten en hogere kredietkosten, zag hij zich verplicht een concordaat aan te vragen voor zijn vennootschap Etrimo. Hij kon de ongeveer 1200 gezinnen vergoeden die hem voorschotten hadden betaald. Hij trok zich terug in het zuiden van Frankrijk.

## Senator
In de jaren zestig interesseerde zich Collin voor het politieke leven in België. Hij werd voorzitter van de Beweging voor de Verenigde Staten van Europa. 
Op gemeentelijk vlak werd hij gemeenteraadslid (1964) en burgemeester (1965-1970) van Faulx-les-Tombes, een gemeente waar hij het middeleeuwse kasteel had gekocht. 
Hij trad toe de tot de liberale partij en werd verkozen als provinciaal senator voor Brabant (1965-1968) en werd vervolgens gecoöpteerd senator (1968-1971).

## Publicatie
- L'épargne immobilière et sa fonction sociale (librairie de droit et de jurisprudence, Parijs 1938),
- L'Europe des Provinces (Brussel 1968)
- Talrijke artikels in het tijdschrift Terre d'Europe.